# نتسوکه

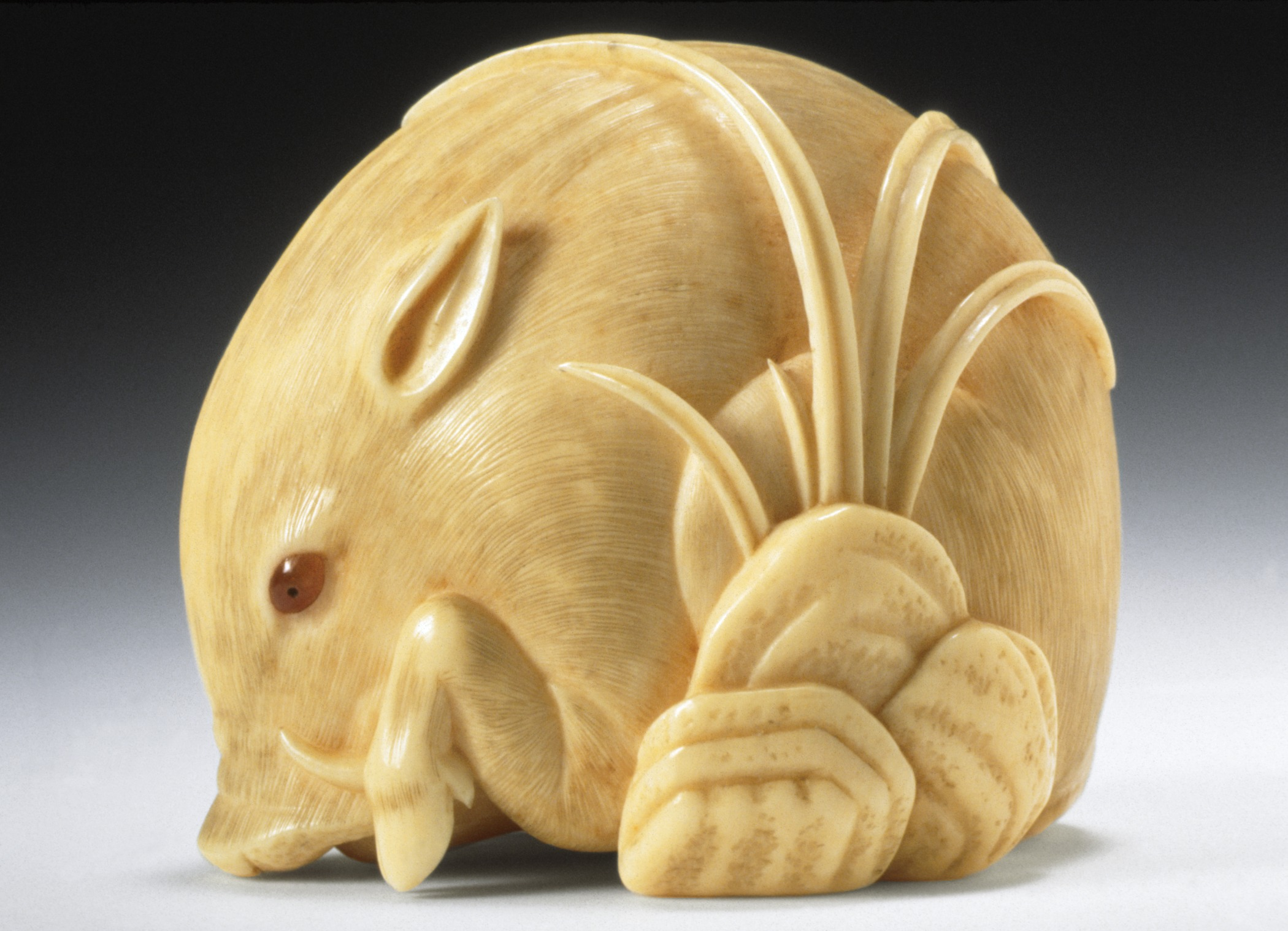
نتسوکه به شکل خوک وحشی

نِتسوکه (به انگلیسی: Netsuke) (به ژاپنی: 根付) تندیس‌های کوچک و ظریفی هستند که قدمت ساخت آنها به قرن ۱۷ میلادی در ژاپن بازمی‌گردد. در ابتدا یک اتصال‌دهنده دکمه‌ای ساده و تراشیده شده بر روی ریسمان‌های یک جعبه اینرو بود، بعداً نِتسوکه به اشیای ساختاری با تزئینات منبت‌کاری شده تبدیل شد.

## تاریخچه

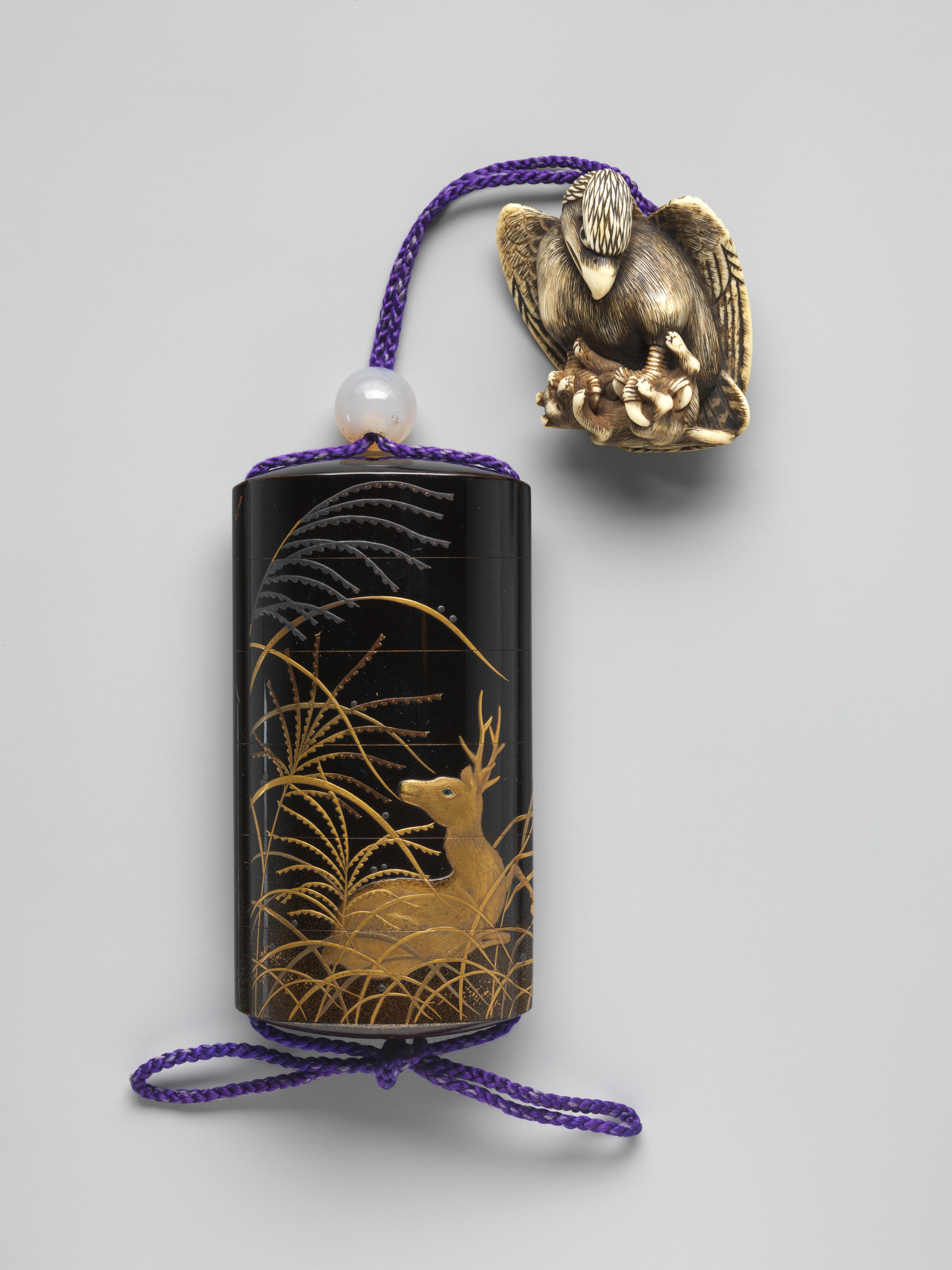
نِتسوکه عاج با طرح عقاب و اینرو با طرح گوزن. ترکیبی از نِتسوکه و اینرو که داستانی از شکار گوزن توسط عقاب را ساخته‌است. دوره ادو، قرن هجدهم

لباس‌های سنتی ژاپنی به نام کوسوده و کیمونو جیب نداشت. با این حال، مردانی که آنها را می‌پوشیدند به مکانی برای نگهداری وسایل شخصی خود مانند چپق، تنباکو، پول، مُهرها یا داروها نیاز داشتند. راه حل آنها قرار دادن چنین اشیایی در ظروف ساگِمونو (sagemono) بود که از بندهای اوبی (obi) آویزان شده بود.
این ظروف ممکن است کیسه یا سبدهای کوچک بافته شده باشد، اما محبوب‌ترین آنها جعبه‌های زیبای ساخته شده اینرو بود که توسط مهره‌های آجیمه بسته می‌شد. محفظه به هر شکل باشد، اتصال‌دهنده‌ای که بند را در بالای اوبی محکم می‌کند یک شیء دکمه‌مانند کنده‌کاری شده‌است که به آن نِتسوکه گفته می‌شود.
نِتسوکه مانند اینرو و آجیمه با گذشت زمان و از شدت سودگرایی به اشیایی با لیاقت هنری عالی و یک کاردستی فوق‌العاده تبدیل شد. این قبیل اشیا دارای سابقه طولانی هستند که جنبه‌های مهم فرهنگ عامیانه و زندگی ژاپنی را منعکس می‌کند. تولید نِتسوکه بیشترین محبوبیت را در دوره ادو در ژاپن داشت، حدود ۱۸۶۸–۱۶۱۵.
استفاده عمومی از نتسوکه و اینرو کاهش یافت زیرا لباس‌های ژاپنی به تدریج از دوره میجی (۱۹۱۱-۱۸۶۸) غربی شد. از آنجایی که در آن زمان در بین مجموعه‌داران غربی محبوبیت داشتند، هر چه کیفیت آثارشان بیشتر بود صادراتشان بیشتر می‌شد و اکنون هر چه کیفیت آثارشان بالاتر باشد، بیشتر از ژاپن در موزه‌ها یا مجموعه‌داران خصوصی در کشورهای خارجی یافت می‌شوند.

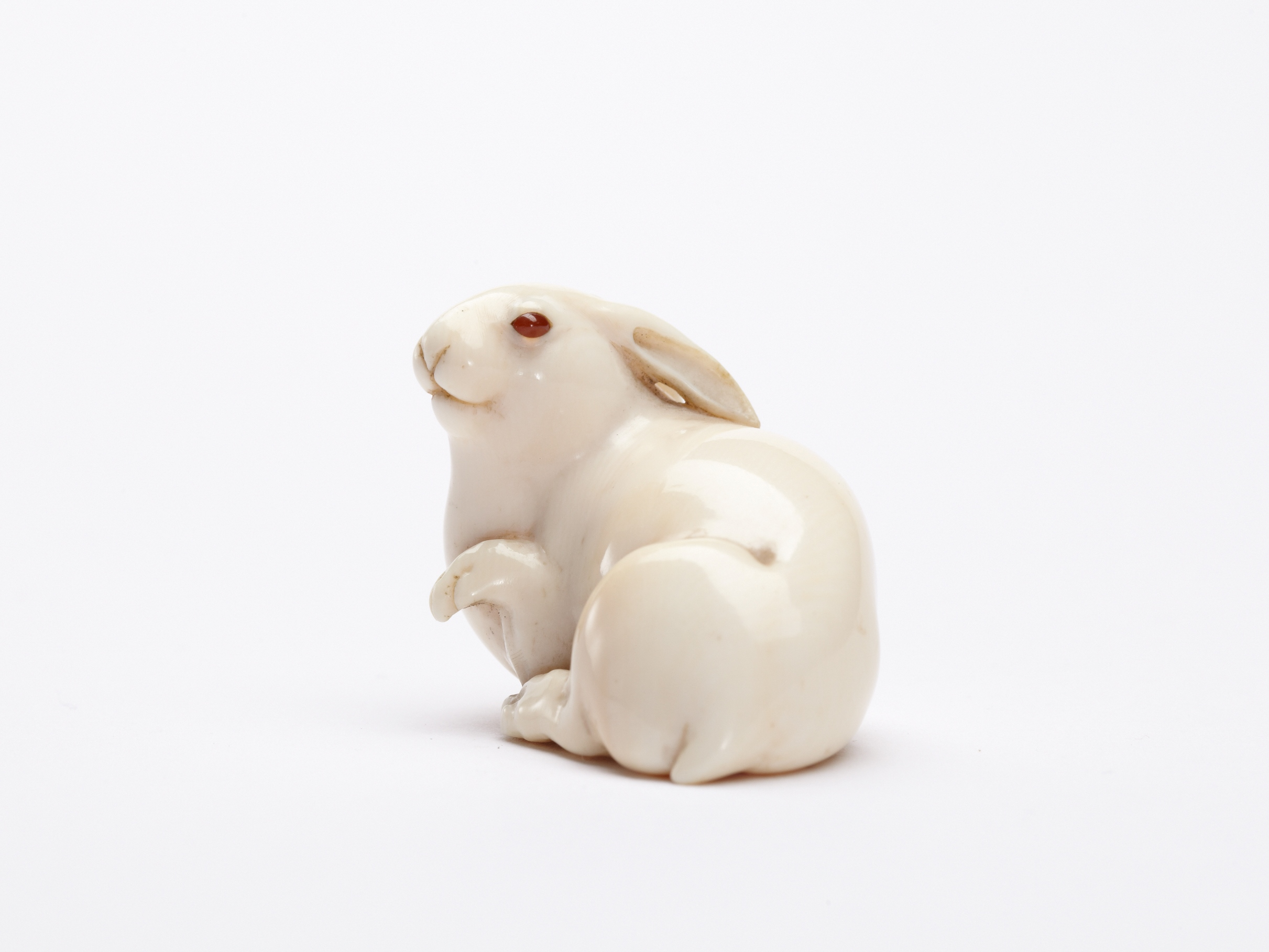
نِتسوکه، خرگوش صحرایی با چشم‌های کهربایی، توسط ماساتوشی، اوساکا، ۱۸۸۰، امضا شده، عاج، کهربای شاخ گاومیش

امروزه این هنر ادامه دارد و برخی از آثار مدرن می‌توانند قیمت‌های بالایی را در ایالات متحده آمریکا، ژاپن، برخی کشورهای اروپایی مانند انگلستان و جاهای دیگر داشته باشند. بازتولیدات ارزان و در عین حال ارزشمند در نمایشگاه‌ها و فروشگاه‌های سوغاتی موجود است.
آکیمونو، مجسمه‌های کوچک و کاملاً تزئینی، اغلب توسط همان هنرمندانی ساخته می‌شدند که نِتسوکه را تولید می‌کردند.

## لغت‌شناسی
این اصطلاح از دو حرف ژاپنی ne + tsuke به معنی «ریشه» و «پیوستن» شکل گرفته‌است. در انگلیسی این کلمه ممکن است در سبک خوابیده باشد یا نباشد، در انگلیسی آمریکایی تمایل به طرفداری از انگلیسی بریتانیایی دارد.

## اشکال

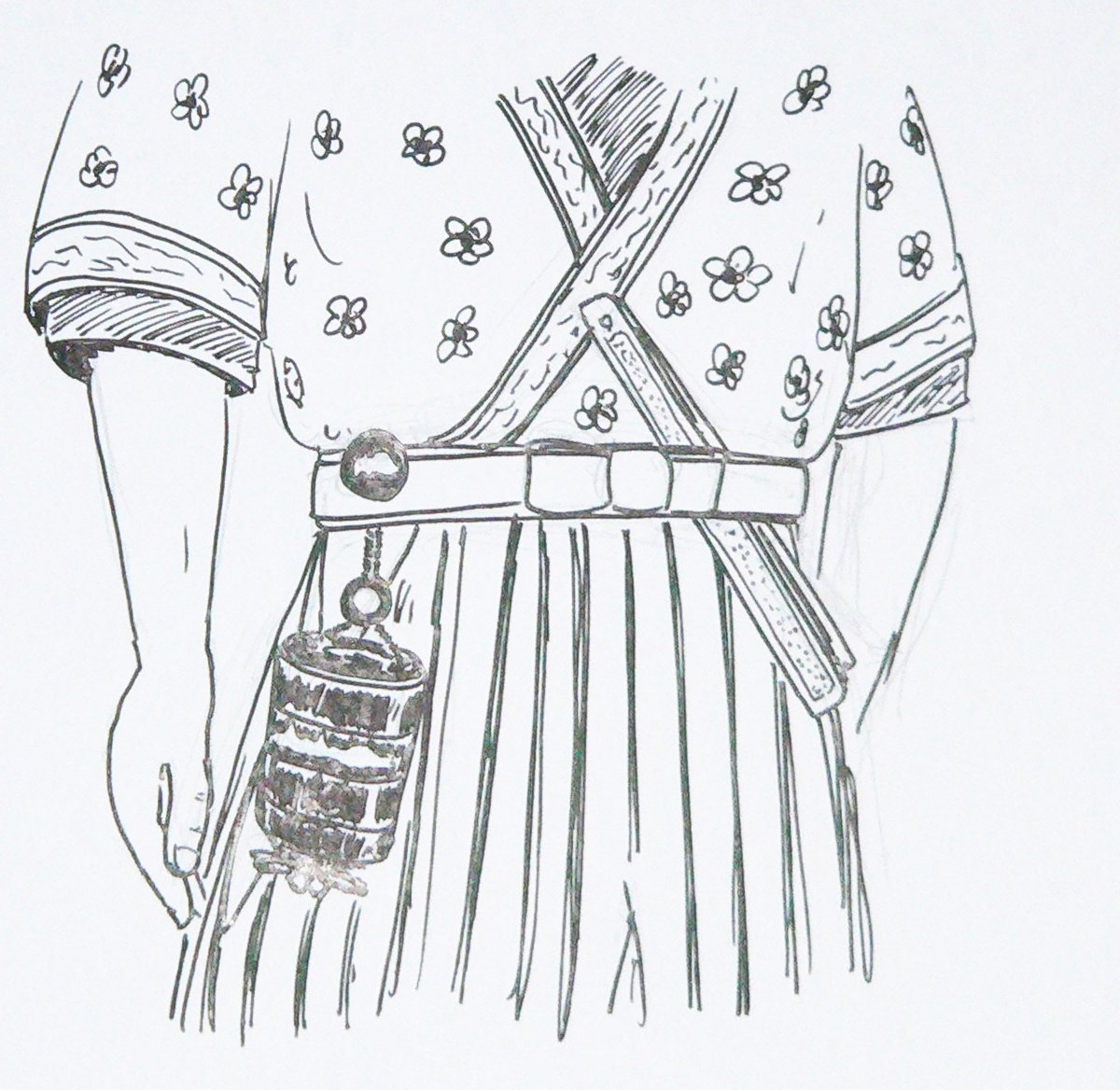
نقاشی مردی که اینرو متصل به نِتسوکه را از بندهای هاکاما آویزان کرده‌است.

katabori-netsuke (形彫根付) یا «نِتسوکه مجسمه»
نِتسوکه کاتابوری متداول‌ترین نوع نِتسوکه است. آنها ارقام جمع و جور سه‌بعدی هستند که به شکل گرد تراشیده شده‌اند و معمولاً ارتفاع آنها حدود یک تا سه اینچ است.
anabori-netsuke (穴彫根付) یا «نِتسوکه توخالی»
نِتسوکه آنابوری، زیرمجموعه نِتسوکه کاتابوری هستند که با یک مرکز توخالی تراشیده شده‌است. صدف‌ها معمولاً نقوش این نوع نِتسوکه هستند.
sashi-netsuke (差根付)
نِتسوکه ساشی، این یک شکل کشیده از نِتسوکه کاتابوری است، به معنای واقعی کلمه نِتسوکه خنجری. از نظر طول مشابه چوب‌هایی است که قبل از تولید قطعات تراش‌خورده به عنوان نِتسوکه بداهه استفاده می‌شود. طول آنها حدود شش اینچ است.
obi-hasami
نِتسوکه اوبی‌هاسامی، نِتسوکه کشیده دیگری با بالا و پایین منحنی. این نِتسوکه در پشت اوبی قرار می‌گیرد و فقط بالا و پایین آن دیده می‌شود.
men-netsuke (面根付) یا نِتسوکه صورَتَک
نِتسوکه مِن، بزرگترین رده بعد از نِتسوکه کاتابوری است. اینها غالباً تقلیدی از ماسک‌های نوعی تئاتر ژاپنی و نه در اندازه کامل و دارای ویژگی‌های مشترک با کاتابوری و مانجو/کاگامیبوتا هستند.
manjū-netsuke (饅頭根付)
نِتسوکه مانجو، یک نِتسوکه ضخیم، مسطح و گرد که دارای نقش‌برجسته می‌باشد. گاهی از دو نیمه عاج ساخته می‌شود. شبیه مانجو (Manjū)، نوعی شیرینی ژاپنی است.
ryūsa-netsuke (柳左根付)
نِتسوکه رایسا، مانند نِتسوکه مانجو است، اما مانند توری حک شده‌است، به‌طوری که نور از طریق منافذ عبور می‌کند.
kagamibuta-netsuke (鏡蓋根付) یا «نِتسوکه سرپوش آینه»
نِتسوکه کاگامیبوتا، مانند نِتسوکه مانجو شکل گرفته، اما دارای یک صفحه فلزی است که به عنوان درپوش یک کاسه کم‌عمق عمل می‌کند، معمولاً از عاج است. این فلز اغلب با طیف گسترده‌ای از فن‌های فلزکاری بسیار تزئین می‌شود.
karakuri-netsuke (からくり根付) یا «نِتسوکه لِم سازوکار»
نِتسوکه کاراکوری، هر نِتسوکه دارای قطعات متحرک یا شگفتی‌های پنهان است.

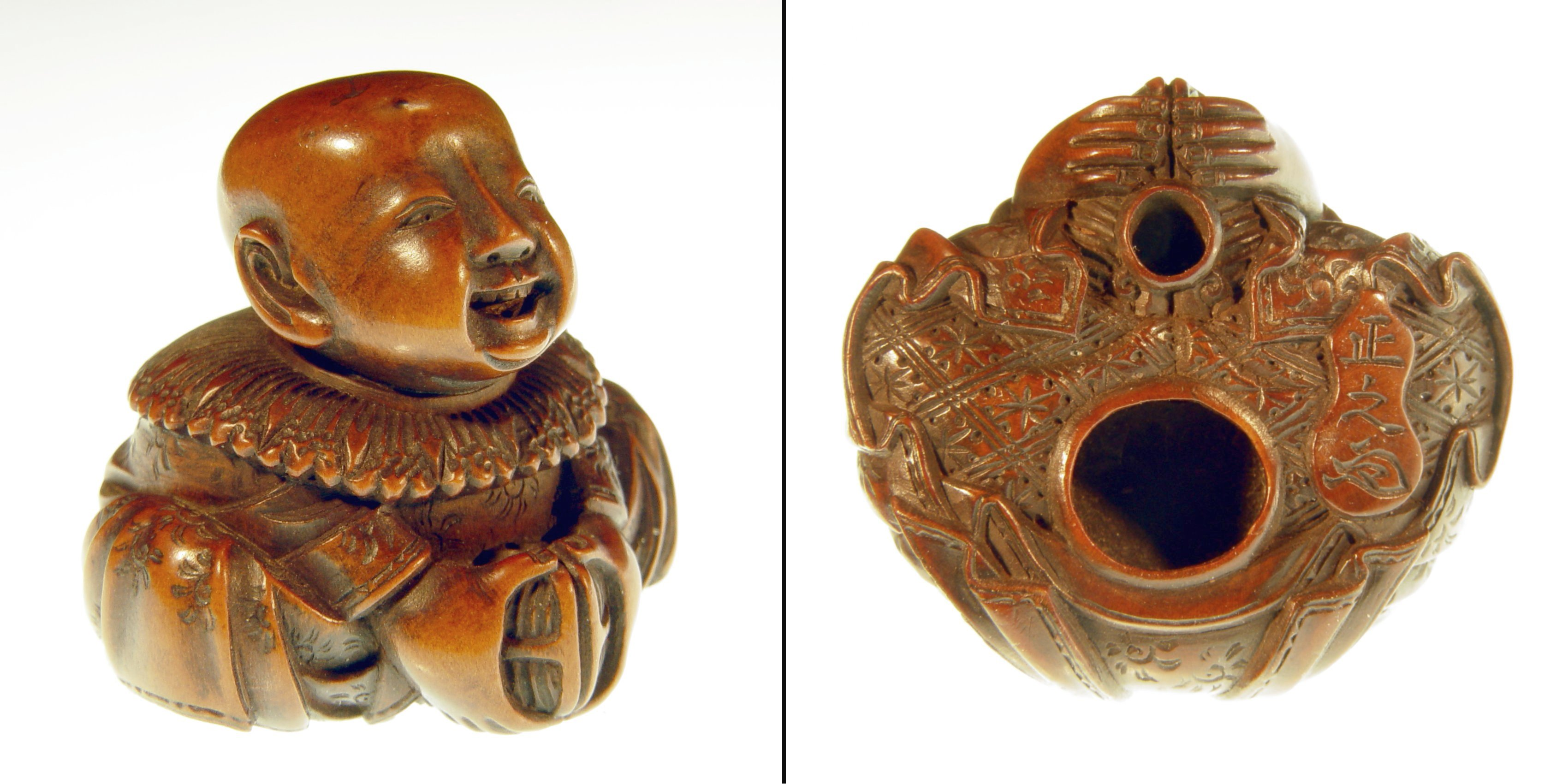
نِتسوکه کاتابوری، نمای جلو و پایین به همراه دو سوراخ نخ
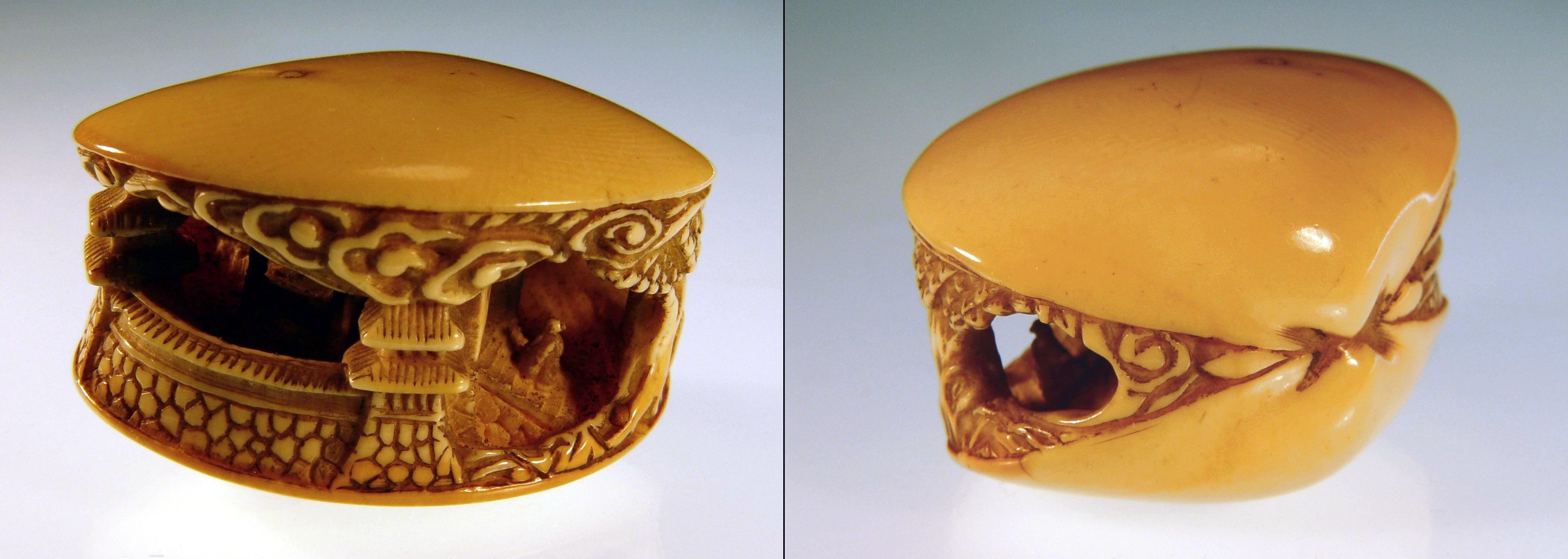
نِتسوکه آنابوری، طرح صدف
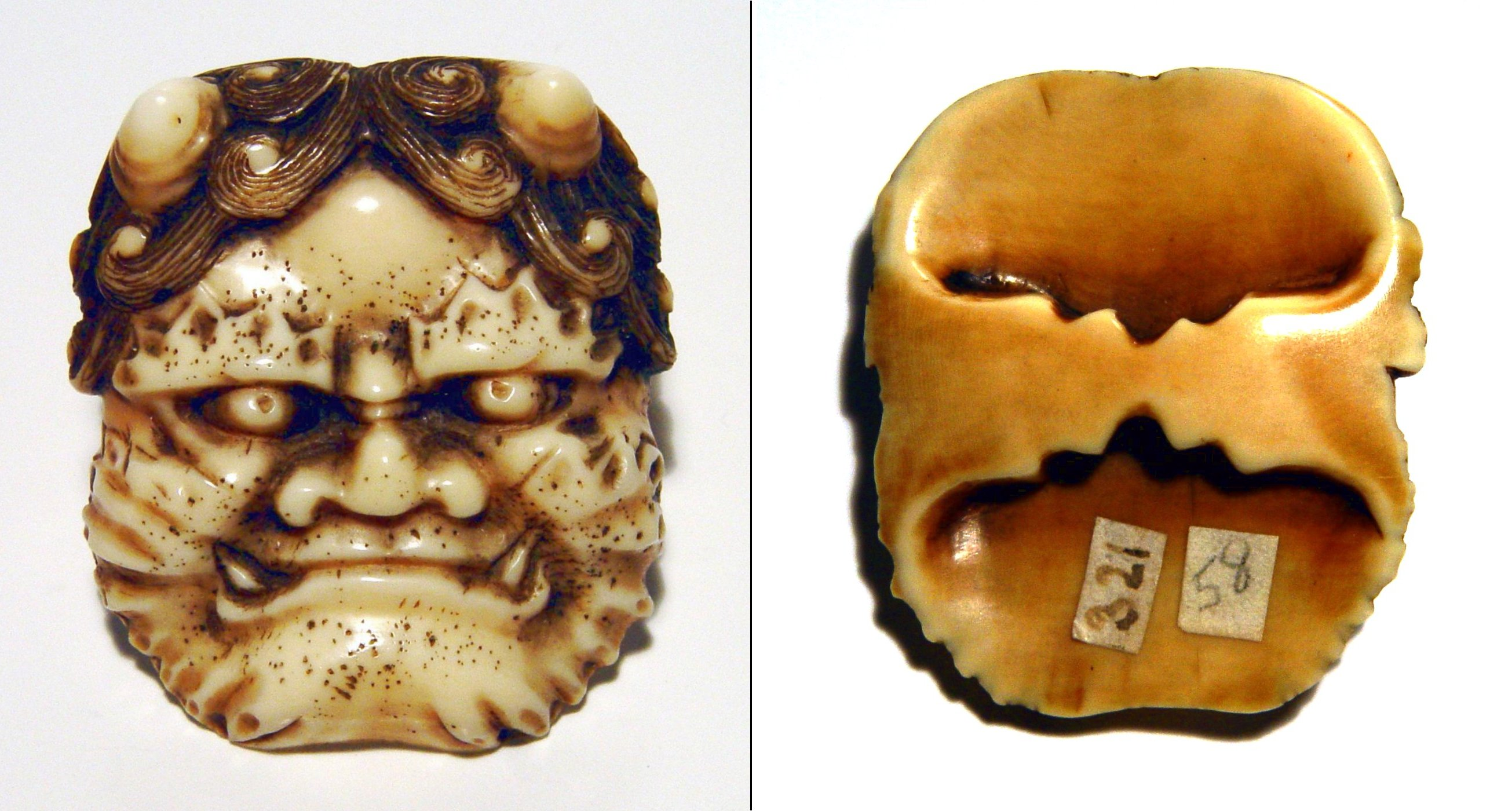
نِتسوکه صورتک
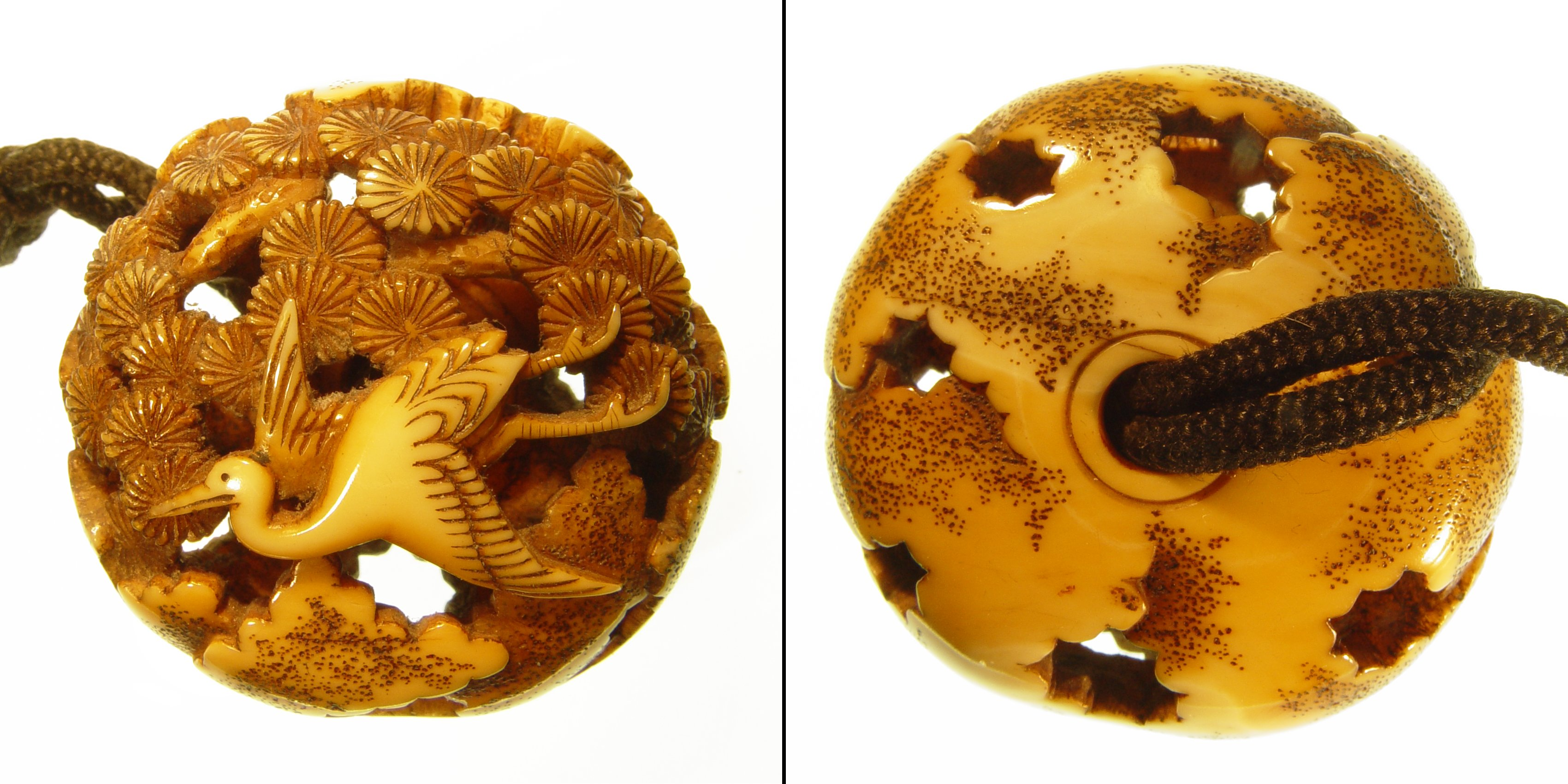
نِتسوکه رایسا
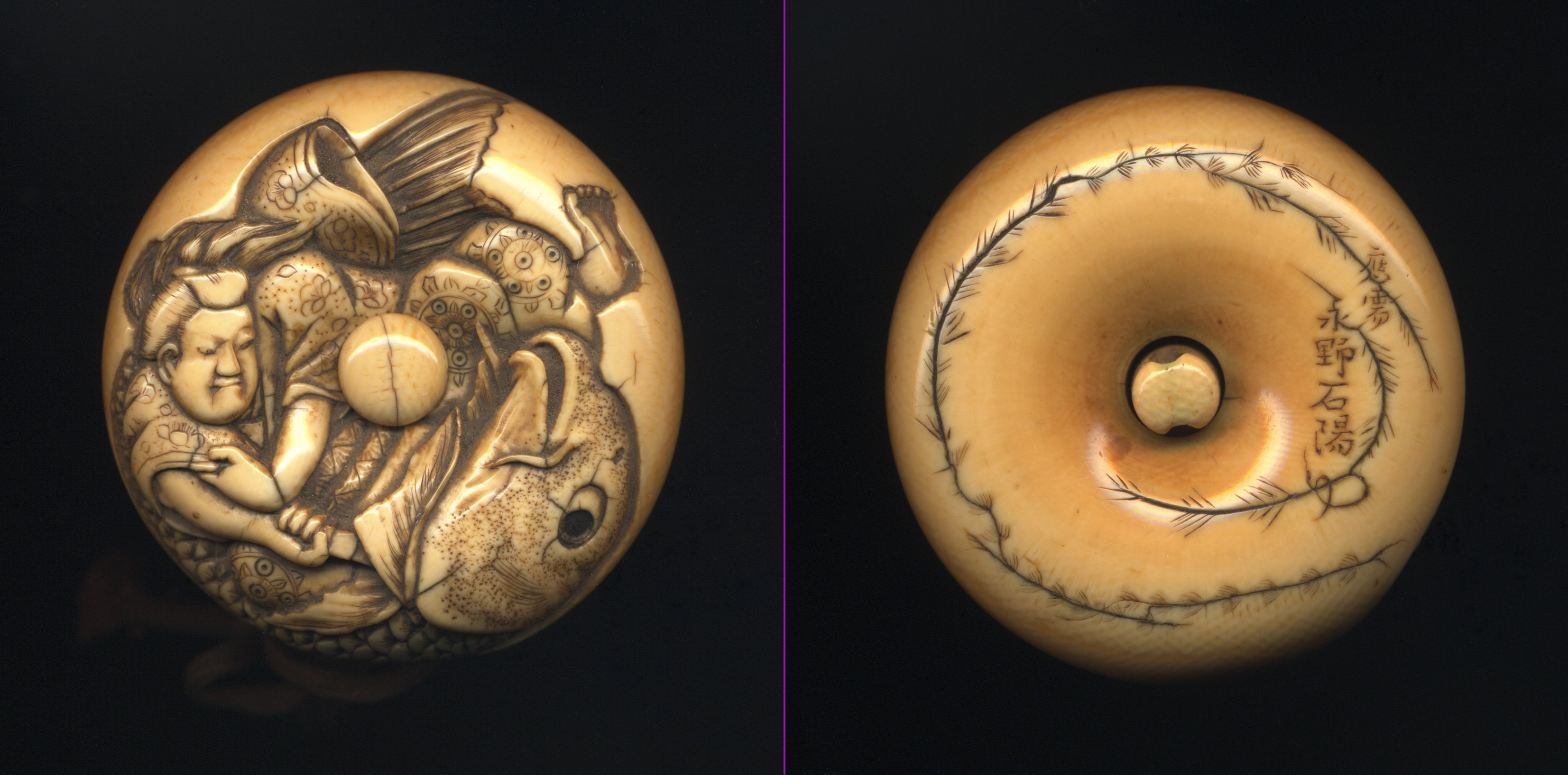
نِتسوکه مانجو
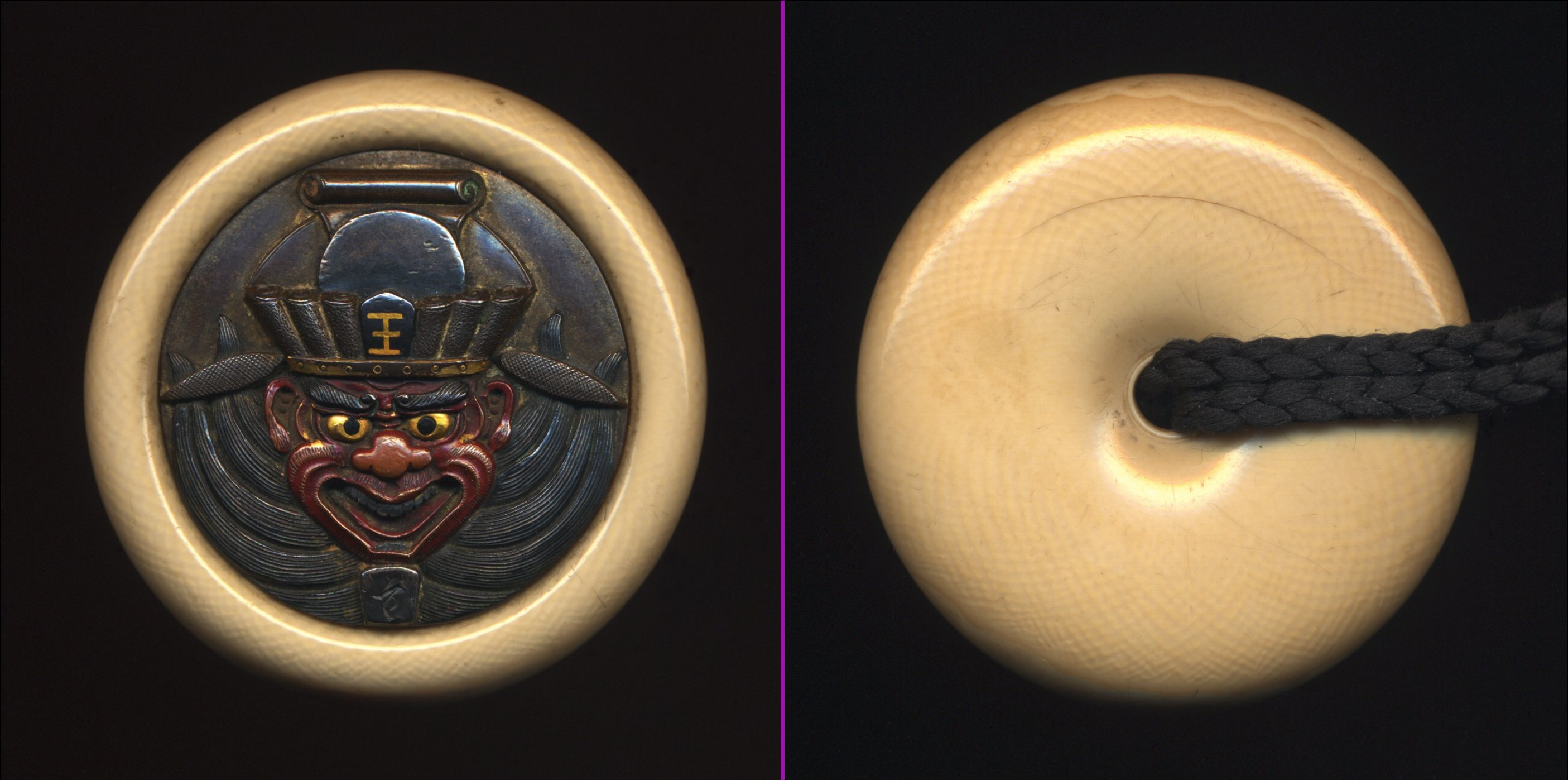
نِتسوکه کاگامیبوتا
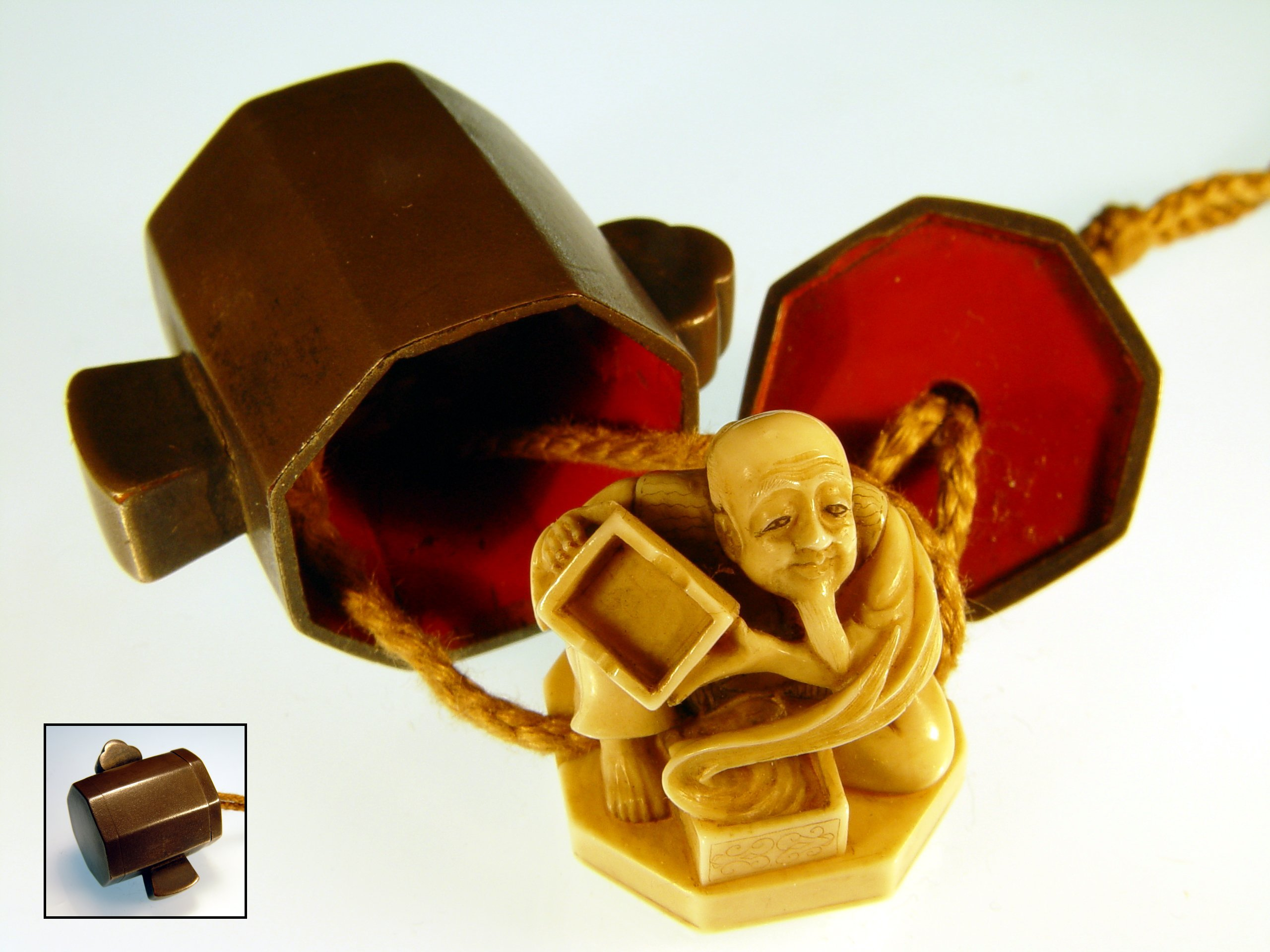
نِتسوکه کاراکوری
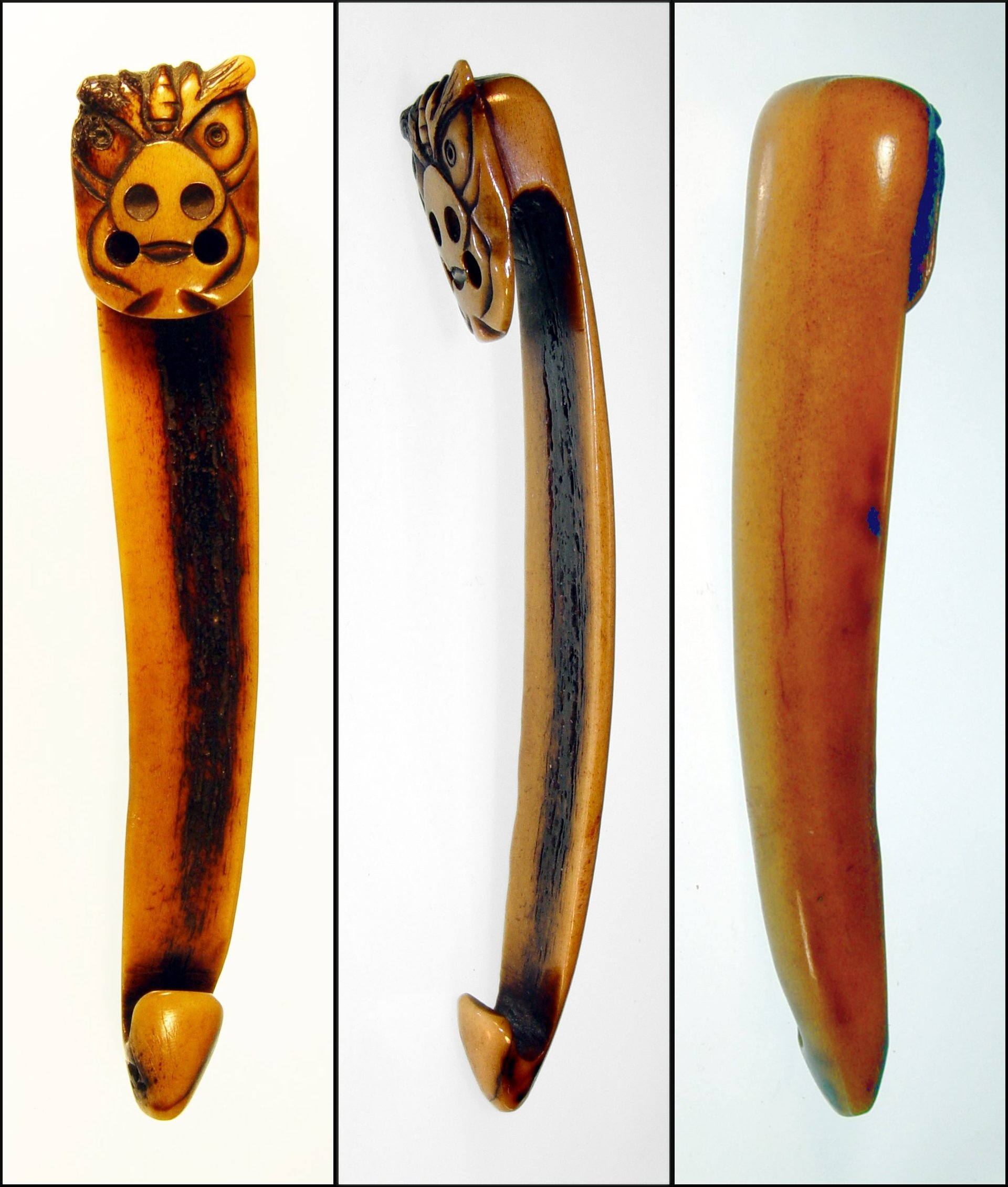
نِتسوکه ساشی و اوبی‌هاسامی

## مواد ساخت

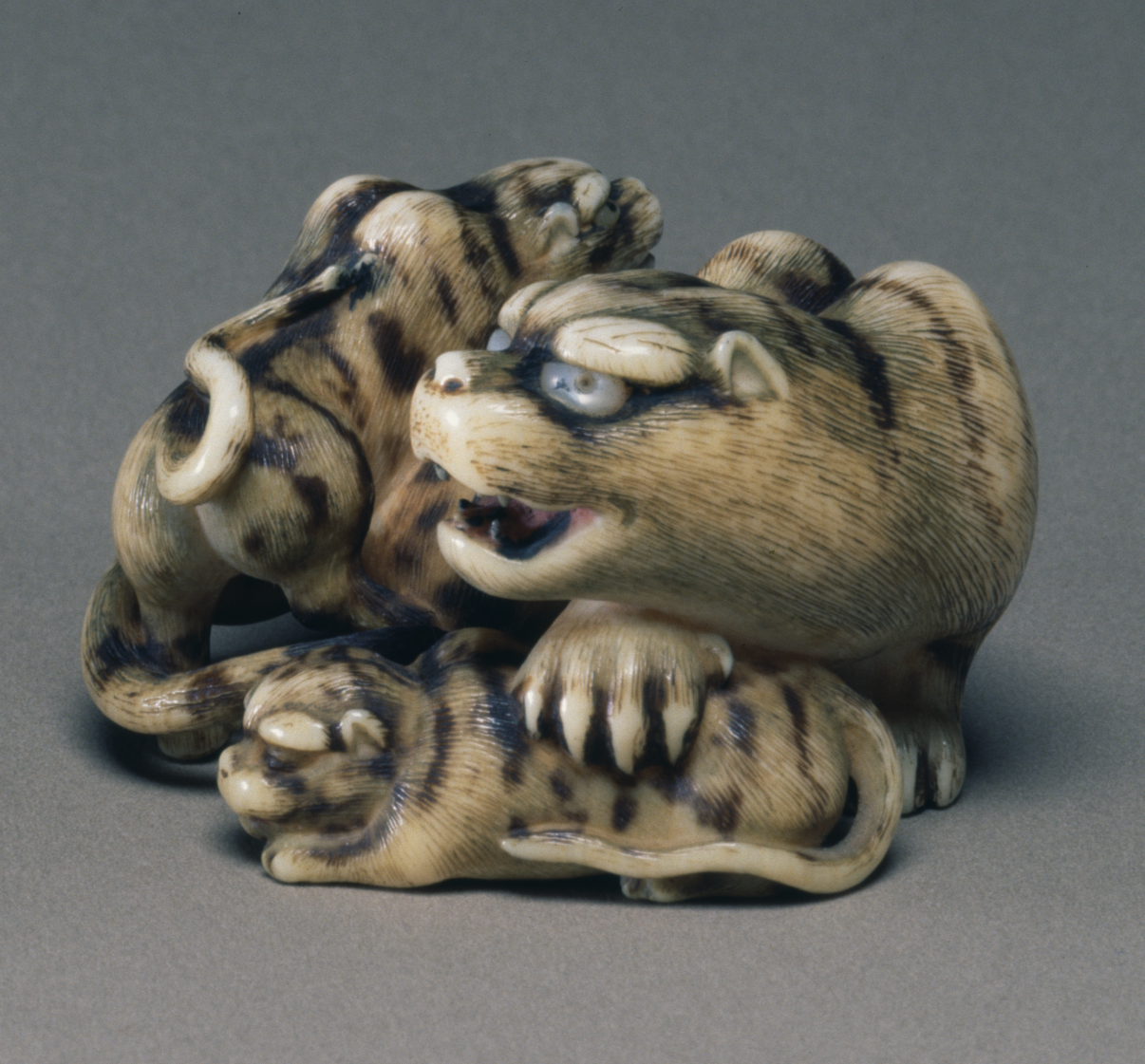
نِتسوکه، ببر به همراه دو توله‌اش، اواسط قرن نوزدهم، عاج با خاتم‌کاری صدف

- عاج - متداول‌ترین ماده‌ای که قبل از غیرقانونی شدن عاج از حیوانات زنده استفاده می‌شد. نِتسوکه ساخته شده از عاج ماموت (مقادیر زیادی هنوز هم در خاور نزدیک و سیبری وجود دارد) بخشی از تقاضای تجارت توریست را امروز پر می‌کند.
- چوب شمشاد و سایر چوب‌های سخت - مواد محبوب در ادو ژاپن و امروزه نیز مورد استفاده قرار می‌گیرند.
- فلز - به عنوان نقطه قوت در نِتسوکه و سرپوش کاگامیبوتا استفاده می‌شود.
- دندان اسب آبی - امروزه به جای عاج استفاده می‌شود.
- دندان گراز - بیشتر توسط تراشگران ایوامی استفاده می‌شود.
- شاخ کرگدن
- خاک رس / پرسلان
- لاک الکل (lacquer)
- عصا (Arundo) (بافته شده)

### مواد غیرمعمول
- عاج نوک‌شاخ (Hornbill ivory): از بین بسیاری از گونه‌های پرنده نوک‌شاخ، فقط نوک‌شاخ کلاه‌خوددار ماده‌ای مانند عاج را می‌سازد. این یک ماده قابل تراشیدن و متراکم است که در قسمت پیشانی پرنده تشکیل می‌شود. این ماده جامد، عاج، شاخ و استخوان نیست، با این وجود قرن‌هاست که عاج نامیده می‌شود. از عاج واقعی نرم‌تر است و به رنگ زرد کرمی است و در قسمت بالا و کناره‌ها قرمز می‌شود.[۴] نِتسوکه، خرچنگ از عاج نوک‌شاخ کلاه‌خوددار، قرن نوزدهم، رنگ‌آمیزی طبیعی غده

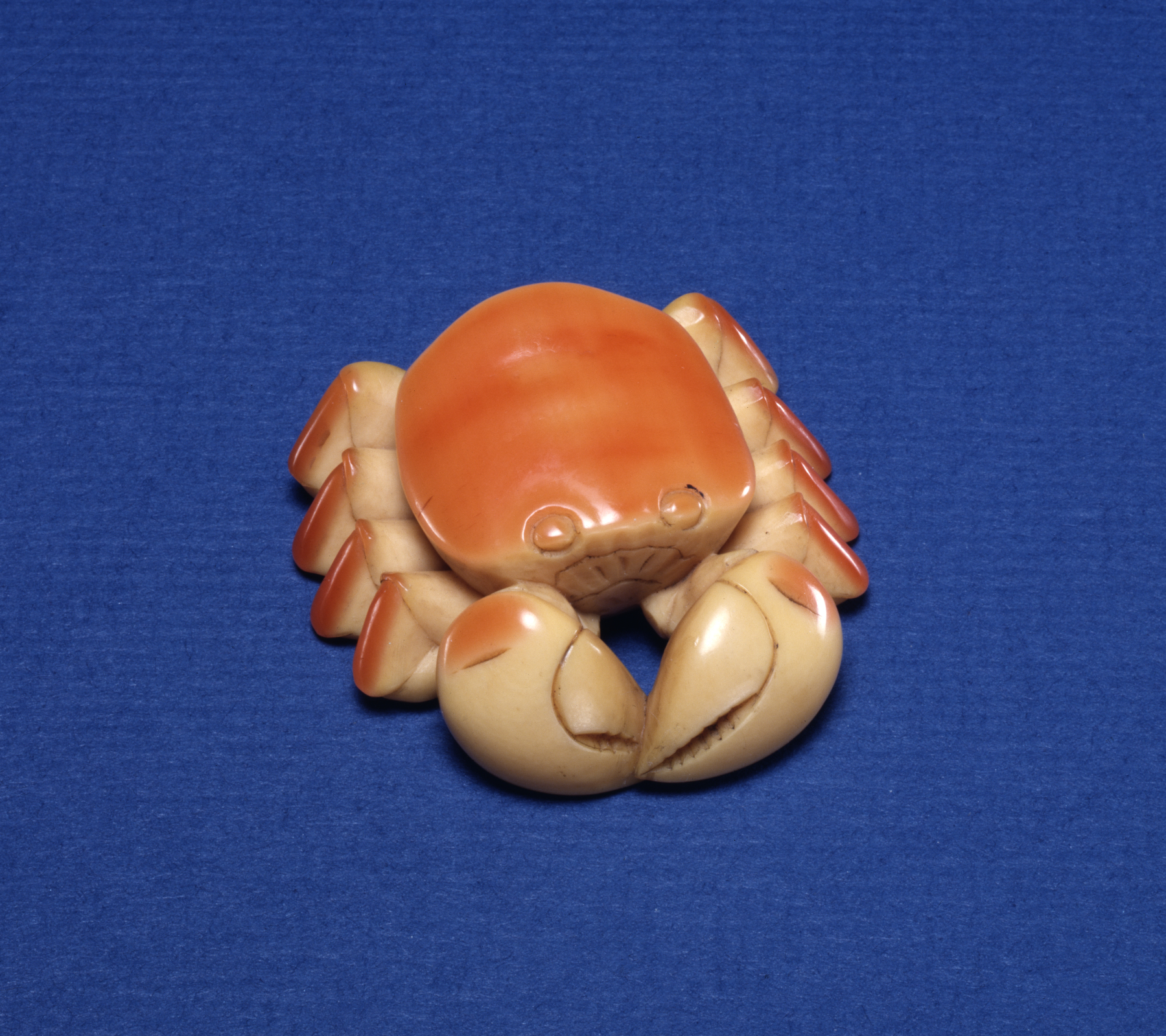
نِتسوکه، خرچنگ از عاج نوک‌شاخ کلاه‌خوددار، قرن نوزدهم، رنگ‌آمیزی طبیعی غده

- اومیماتسو (umimatsu): گونه‌ای از مرجان‌های سیاه با بافت متراکم، حلقه‌های رشد متحدالمرکز و به رنگ کهربایی مایل به قرمز در ماده سیاه است. به گفته مایکل بیرچ: {ترجمه تحت اللفظی اومیماتسو «کاج دریایی» است، و همچنین در بین مردم به عنوان «مرجان سیاه» توصیف می‌شود. با این حال، مرجان واقعی یک ماده آهکی سخت است که توسط پولیپ‌های دریایی برای سکونت ترشح می‌شود. اومیماتسو، از طرف دیگر کلونی موجودات دریایی کراتینی ضدپاتارین است.}[۵] به گفته بوشل، «ترجمه تحت اللفظی… کاج‌دریایی است… چه به معنای واقعی و چه به صورت مجازی ترجمه غلط اسمی است، زیرا ماده در حقیقت مرجانی است که توسط اسکلت موجودات زنده تشکیل شده‌است. … به رنگ، اومیماتسو، مرجان سیاه، سیاه یا قهوه‌ای مایل به سیاه است که گاهی رگه‌هایی از قهوه‌ای روشن یا زرد کثیف را نشان می‌دهد.» بوشل ادامه می‌دهد: «به عنوان ماده، اومیماتسو برای جمع‌کنندگان بیشتر از تراش‌کاران قابل‌قبول است. تراشکاران پیشرو به‌طور طبیعی از این مواد خودداری می‌کردند. این ماده مستعد ترک‌خوردگی، خرد شدن یا پوسته شدن بود. تراشکاران می‌دانند که این مواد برای جزئیات تراش‌کاری و جلوه‌های ظریف پرمخاطره است. به دست آوردن قطعات عالی از مرجان‌های سیاه دشوار بود.»

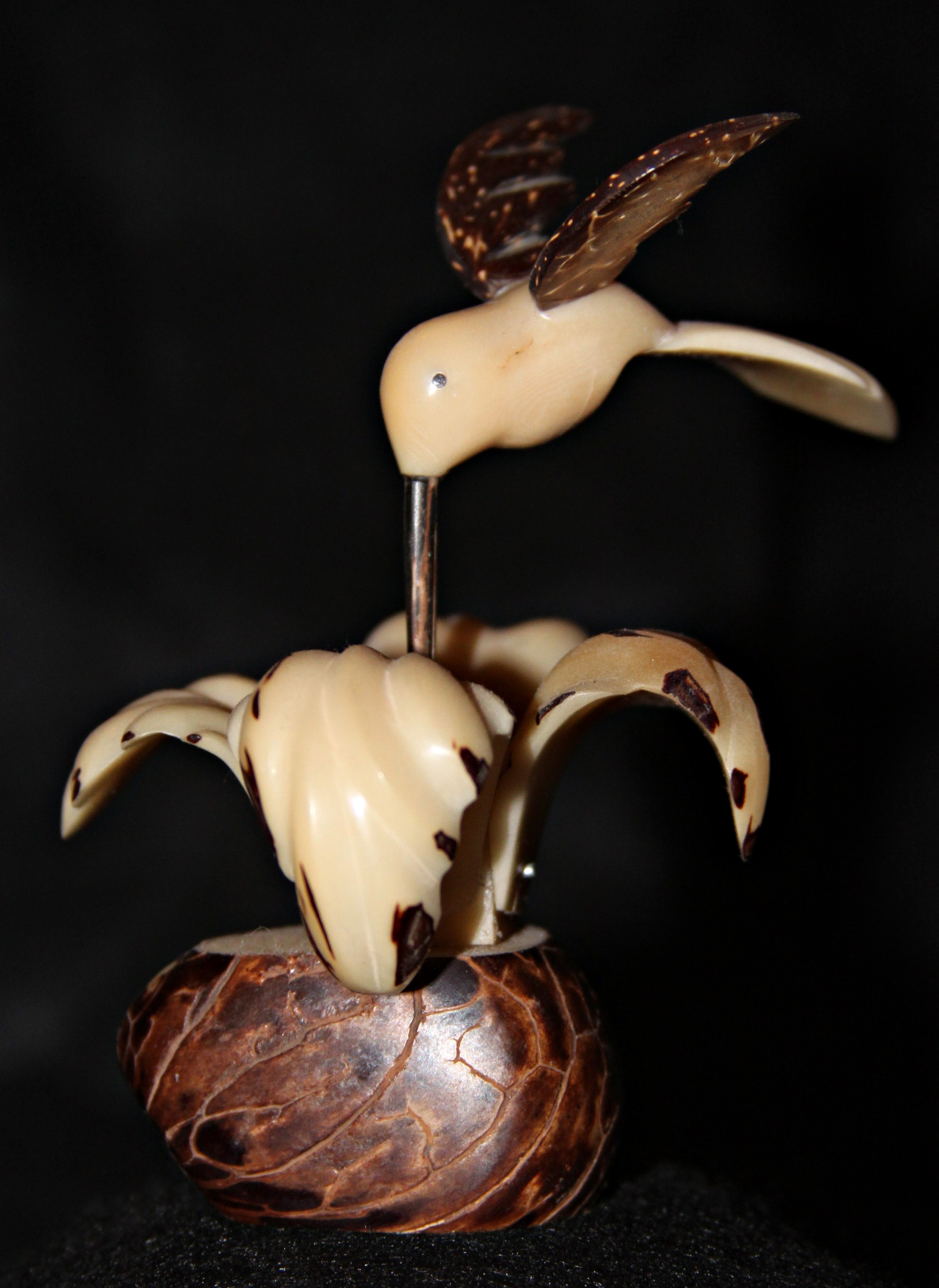
عاج گیاهی، صنایع دستی از اکوادور

- اومورِگی (umoregi): تعاریف مختلفی وجود دارد، برخی متناقض: به گفته بوشل: «اومورِگی یک چوب نسبتاً فسیل شده‌است، دارای شکل ظاهری آبنوس است اما دانه‌ای نشان نمی‌دهد.» اغلب چوب فسیل شده نامیده می‌شود، اومورِگی به درستی چوب نیست، بلکه یک «جِت» (نوعی لیگنیت) است که اغلب با آبنوس اشتباه گرفته می‌شود. این ماده براق است که صیقل آن عالی می‌شود، اما تمایل به شکافتن دارد. اومورِگی چوبی سنگ‌شده‌است که وقتی درختان سرو و کاج از دوران ترشیاری (۵ میلیون سال پیش) در زیر خاک دفن شدند و سپس کربونیزه شدند، شکل گرفت. لایه‌های زمینی که اومورِگی‌زایکو (umoregi-zaiku) می‌توان یافت در زیر بخشهای آبامایا (Aobayama) و یاگیاما (Yagiyama) در شهر سندای ژاپن گسترش یافته‌است. قطعات ساخته شده از این ماده به‌طور کلی قهوه‌ای تیره با دانه‌بندی چوب زیبا و براقیت نرم لاک است.
- درازدندان گراز دریایی: گراز دریایی دارای دو دندان نیش کشیده‌است که از فک بالا به سمت پایین بیرون می‌آیند. طول این درازدندان‌ها اغلب به دو فوت می‌رسند و قرن‌هاست که در بسیاری از کشورها و به ویژه در ژاپن به‌صورت عاج تراشیده شده‌است. کنده‌کاری درازدندان گراز دریایی معمولاً آسان است، زیرا قسمت اعظم فضای داخلی دندان با ماده‌ای خال‌دار و نیمه‌شفاف پر شده‌است که نسبت به بقیه دندان سخت‌تر و مقاوم در برابر کنده‌کاری است. نِتسوکه مانجو، به ویژه نِتسوکه رایسا، این ماده نیمه‌شفاف را در لبه‌های مخالف نِتسوکه نشان می‌دهد.
- دندان نهنگ: نهنگ عنبر دارای دندان‌هایی است که در تمام طول فک پایین عظیم خود قرار دارند. آنها که در وسط قرار دارند بزرگ‌ترین آنها هستند و طول آنها بیشتر از شش تا هشت اینچ است. این بزرگترها اغلب توسط تراش‌گران اسکریم‌شاو (scrimshaw) استفاده می‌شوند. درکسلر: «من یک دندان نهنگ کوچک‌تر دارم که تقریباً به اندازه‌ای است که ممکن است چندین نِتسوکه از آن تراشیده شود.»
- استخوان نهنگ: تمام استخوان‌ها توخالی هستند، حفره با یک ماده اسفنجی پر شده‌است. برش‌های عرضی که از روی برخی استخوان‌ها دیده می‌شود، الگویی از سوراخ‌های کوچک را نشان می‌دهد که مانند نقاط تاریک به نظر می‌رسند. در برش طولی استخوان، کانال‌های باریک با خطوط تاریک و طول‌های مختلف دیده می‌شود. بعد از صیقل خوردن، استخوان بیشتر مات و جلای آن کمتر ار عاج است.
- دندان‌ها: انواع دیگری از دندان‌های حیوانات برای نِتسوکه استفاده می‌شود، از جمله: گراز، خرس، و حتی ببر.
- عاج گیاهی: مهره‌ای از نخل عاج (Phytelephas aequatorialis)، که اغلب به عنوان عاج گیاهی نامیده می‌شود. بخشی از پوسته مهره گاهی روی نِتسوکه می‌ماند. اگرچه اغلب اوقات به عنوان عاج فیل اشتباه گرفته می‌شود و به‌طور فریبنده‌ای به فروش می‌رسد، اما موارد ساخته شده از مهره دو تا سه اینچی هیچ‌یک از رشته‌های مشترک در عاج حیوانات را دارا نیست و گاهی گوشت مهره شبیه عاج به رنگ زرد روشن در زیر پوشش خارجی شبیه پوست خشن نارگیل قرار دارد. این خشکبار در هنگام خشک شدن بسیار سخت است، اما هنگام خیس شدن به راحتی می‌توان از آن یک شی هنری به وجود آورد.

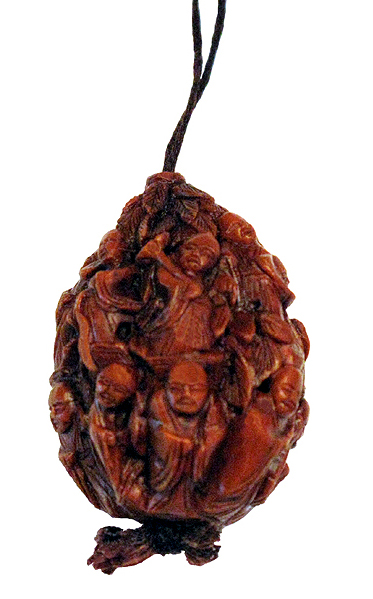
نِتسوکه گردو (تقریباً قرن هفدهم)

- پوست گردو (kurumi): در این نمونه نادر از نِتسوکه سبک کاتابوری، مغز از پوست به روش‌های مختلف برداشته می‌شود. یکی با قرار دادن کرم کوچکی در سوراخ پوست گردو که مغر را مصرف می‌کند. بعد از آن، طرح‌های استادانه‌ای تراشیده شده و رشته‌ای نخ در آن قرار داده می‌شود. تراش‌کار غالباً تمام ویژگی‌های طبیعی سطح پوست گردو را از بین می‌برد و سطح را در نقاطی تراش می‌داد تا یک اثر مشبک ایجاد کند. پس از تراشیدن، نِتسوکه حاصل صیقل داده و ضدآب می‌شد.
- بامبو: (Iyo bamboo) برای نِتسوکه استفاده می‌شود. نِتسوکه بامبو قطعه‌ای از ساقه یا ریشه می‌باشد که روی آن حک شده‌است.[۶] به گفته برنارد روزت:[۷] «تراش‌کاری اطراف آن از ساقه زیرزمینی گیاه آغاز می‌شود، آن منطقه کوچک تقریباً جامد که به ریزوم خزنده در زیر زمین متصل می‌شود. نِتسوکه بامبو معمولاً دیده نمی‌شود. گاهی، شخصی با یک نِتسوکه از ریشه بامبو مواجه می‌شود و می‌تواند از بافت و کُهنه‌کاری عالی مواد لذت ببرد."
- عقیق: ماده معدنی است که دارای رنگ‌های زیادی است و می‌توان آن را به شدت صیقل داد.
- شِبه‌عاج: ماده‌ای است که از گرد و غبار ایجاد شده هنگام تراشیدن عاج جدید، عاج ماموت، درازدندان و دندان به‌دست می‌آید، سپس با یک رزین شفاف مخلوط شده و با سخت شدن فشرده می‌شود. این یکی از راه حل‌های بسیاری برای تقاضای تجارت در بازار گردشگری برای کنده‌کاری‌های نِتسوکه پس از غیرقانونی بودن تجارت عاج جدید بود. بعد از سخت و خشک شدن، شبه‌عاج را می‌توان دقیقاً به همان شیوه عاج تراشید. اگرچه اغلب با فریب‌کاری به عنوان کالای عاج فیل به جهانگردان مدرن فروخته می‌شود، اما موارد ساخته شده از شبه‌عاج هیچ‌یک از رشته‌های مشترک در عاج حیوانات را دارا نیست، اگرچه گاهی، کنده‌کاری به شیوه ساختگی، قدیمی جلوه داده می‌شود تا ظاهر زرد رنگ آن حکاکی‌های عاج قدیمی را نمایش دهد.

## موضوع
مانند بسیاری از اشکال هنری دیگر، نِتسوکه منعکس کننده ماهیت جامعه‌ای است که آنها را تولید کرده‌است. این اثر به دلیل انزوای طولانی مدت که توسط جغرافیا و سیاست داخلی تحمیل شده و به دلیل عرف و قانون، راه‌های محدودی برای ابراز وجود برای شهروندان ژاپنی وجود دارد. در نتیجه، نِتسوکه هر جنبه‌ای از فرهنگ ژاپن را شامل می‌شود، از جمله فرهنگ عامیانه و مذهب غنی، صنایع دستی، تجارت و حرفه، انواع مختلف مردم و موجودات، اعم از واقعی و خیالی، و هر نوع اشیاء. همانند سایر جنبه‌های فرهنگ ژاپنی، موضوعاتی که توسط نِتسوکه به تصویر کشیده می‌شوند، در طولانی مدت به دور از تأکید اولیه بر نقش و نگاره‌های مشتق چینی به سمت تمرکز بر اشیاء کاملاً ملی پیش می‌روند.
- مردم - معروف و گمنام، فعلی، تاریخی، واقعی و ساختگی، کودکان، جنگجویان، کشیش‌ها و غیره
- مهارت، تجارت، صنایع - غالباً اعمالی را نشان می‌دهد (ماهی‌گیران در حال صید ماهی، هیزم شکن‌ها برای بریدن چوب)، یا نمونه‌هایی (برای نمونه، یک سیب سبک‌وار برای باغ‌بان یا بازرگان سیب)[۱۲]
- حیوانات - حیوانات زودیاک و دیگران. شایان ذکر است که سبک نِتسوکه سنتی شکل‌های هشت‌پا را به صورت یک سیفون لوله مانند بیرون‌زده از «صورت»، شبیه دهان نشان می‌دهد. اگر یکی از نزدیک بررسی کند، متوجه می‌شود که برخی از هشت‌پاها به جای هشت عدد، نه شاخک دارند. این هشت‌پاها معمولاً در آغوش زنان زیبا پیدا می‌شوند.
- گیاهان یا محصولات گیاهی - محصولات کوچک، مانند لوبیا یا شاه‌بلوط، اغلب به اندازه واقعی تراشیده می‌شوند.
- خدایان و موجودات افسانه‌ای - غالباً از اساطیر و آیین‌های چینی می‌باشد، و هفت خدای خوش‌شانسی، هفت خدای خوش‌بختی در اساطیر و فرهنگ عامه ژاپن هستند.
- موجودات غیرزنده - کوچکترین دسته. نمونه‌های متداول شامل کاشی سقف، سکه و ابزار است.
- انتزاعی - الگوهای تکی و سایر طرح‌ها.
- جنسی - نِتسوکه شونگا (shunga netsuke) ممکن است یک زن و مرد را در رابطه جنسی نشان دهد یا ممکن است فقط شامل ارجاعات جنسی ظریف یا نمادین باشد.

برخی از نتسوکه اشیاء منفرد، ساده و برخی از آنها صحنه‌های کامل تاریخ، اساطیر یا ادبیات را نشان می‌دهند.

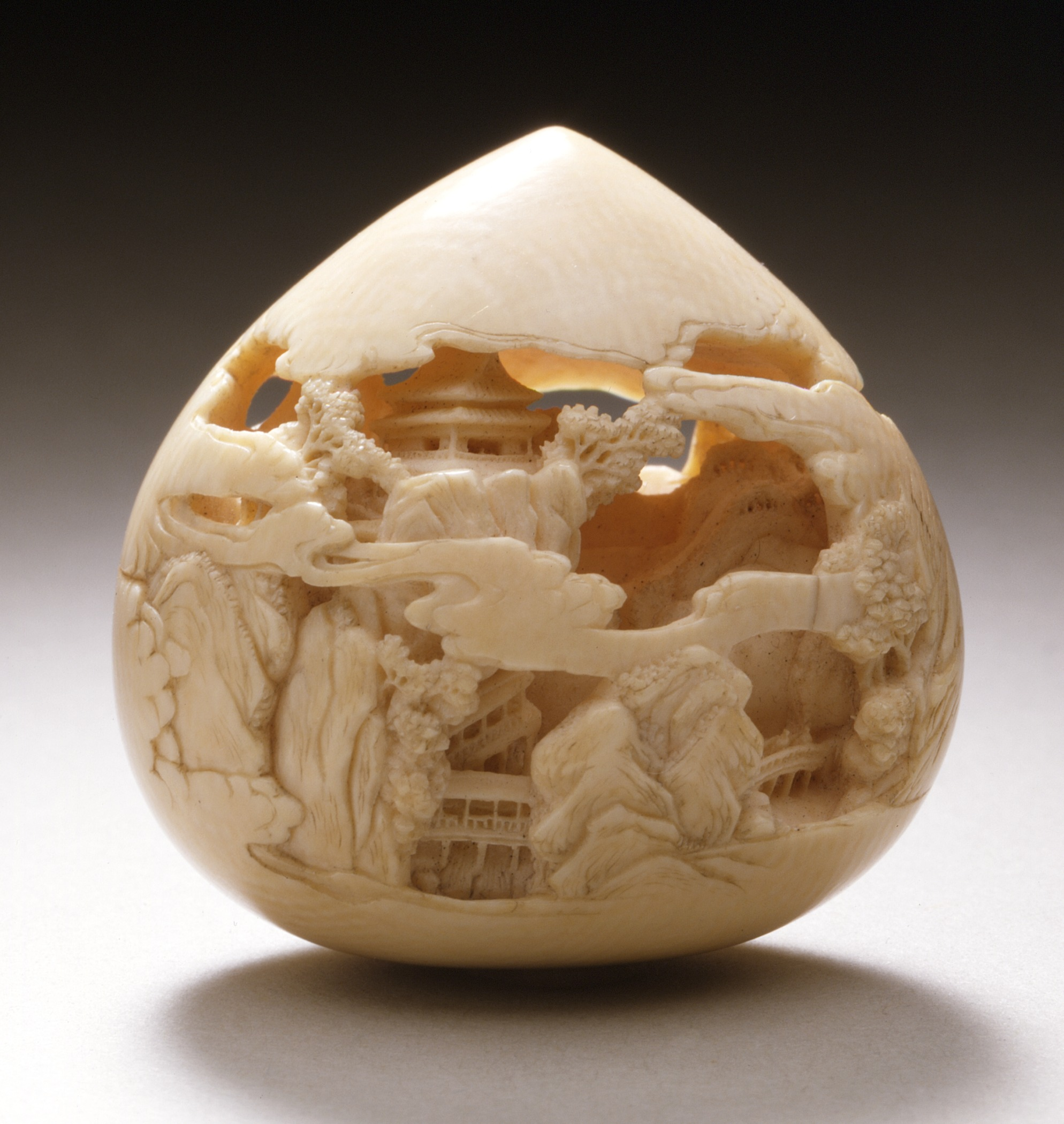
جواهر حکمت، حک شده با غرفه‌های کوه. عاج رنگی
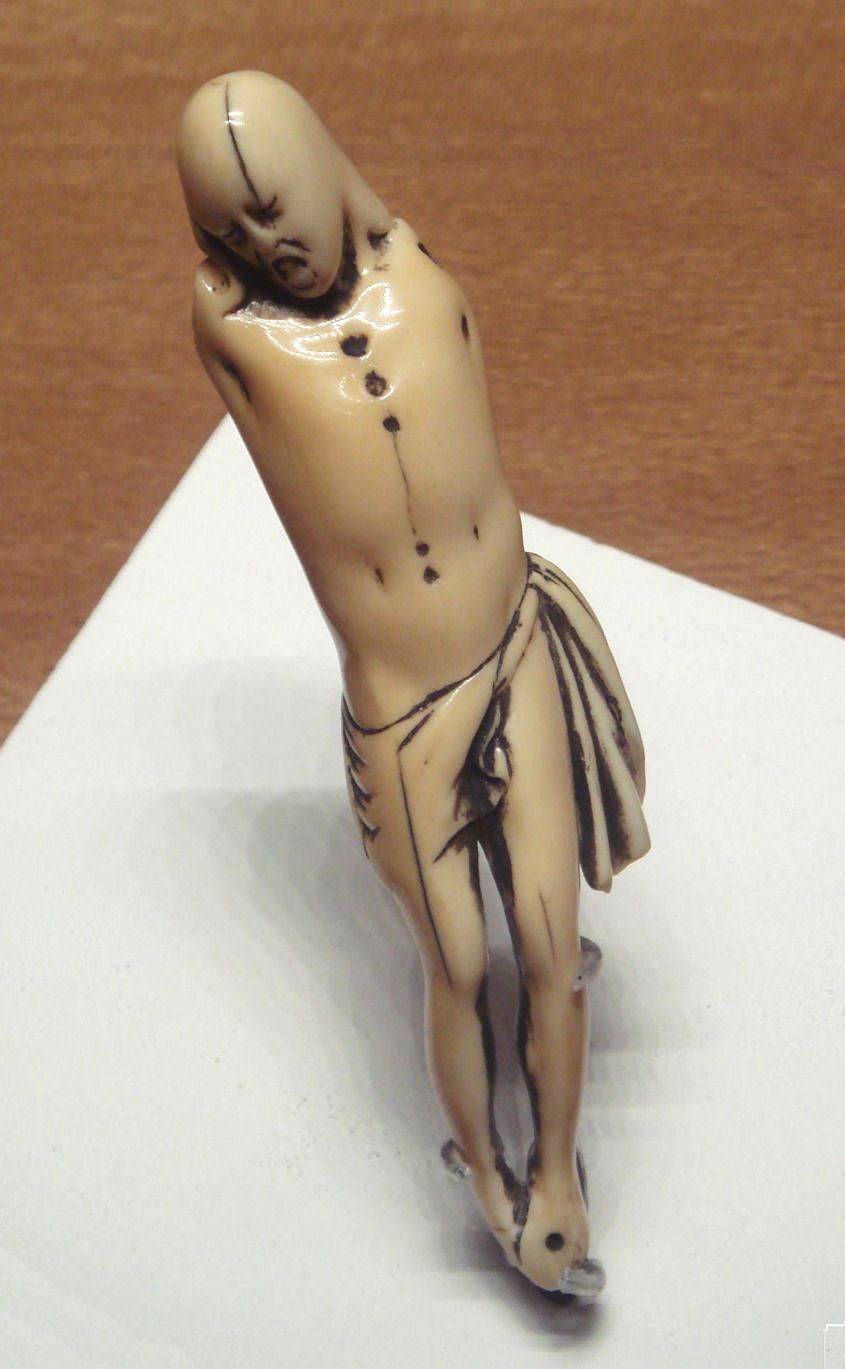
نِتسوکه کیریشیتان به تصویر کشیدن مسیح، قرن هفدهم
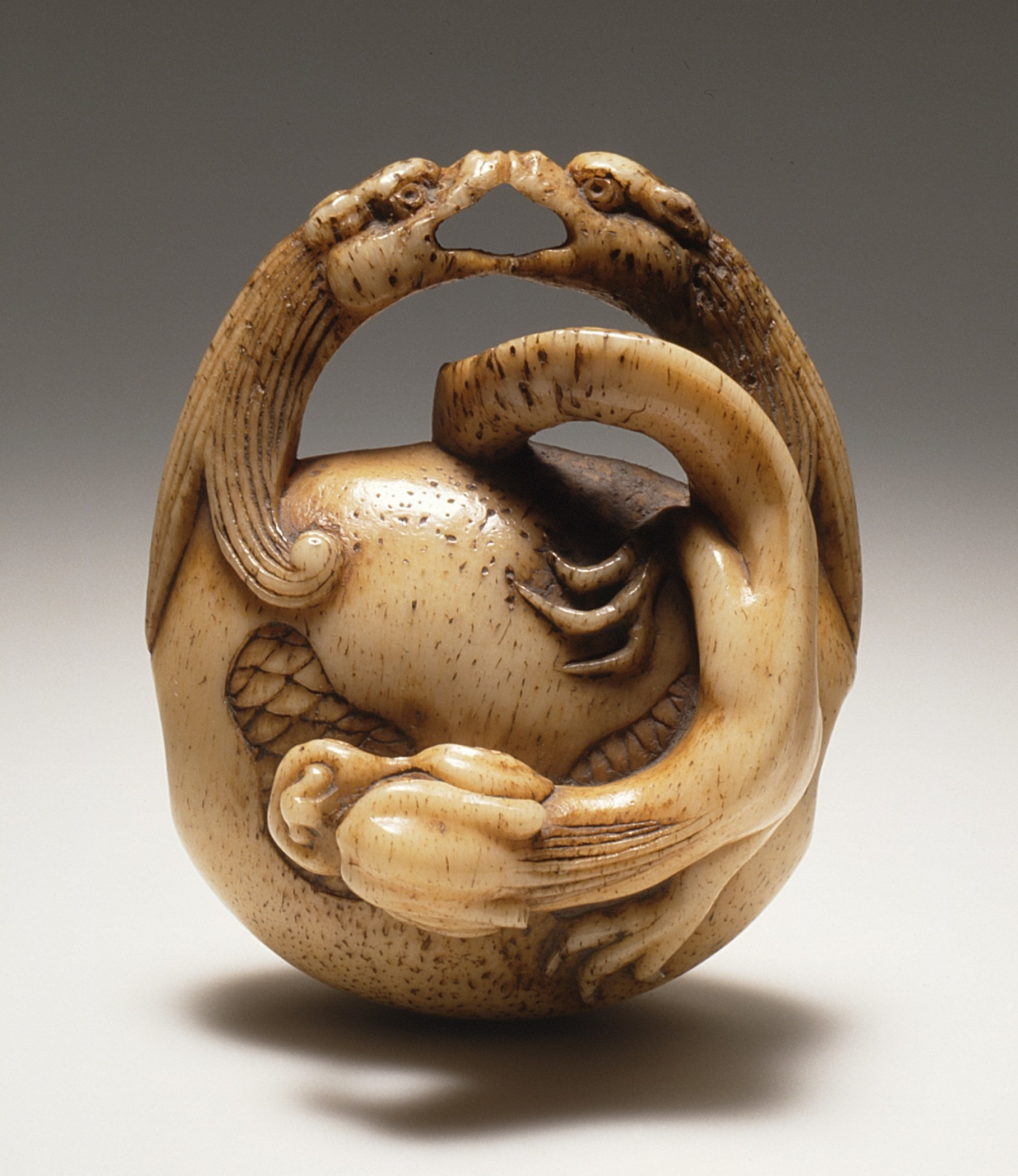
اژدها روی گونگ
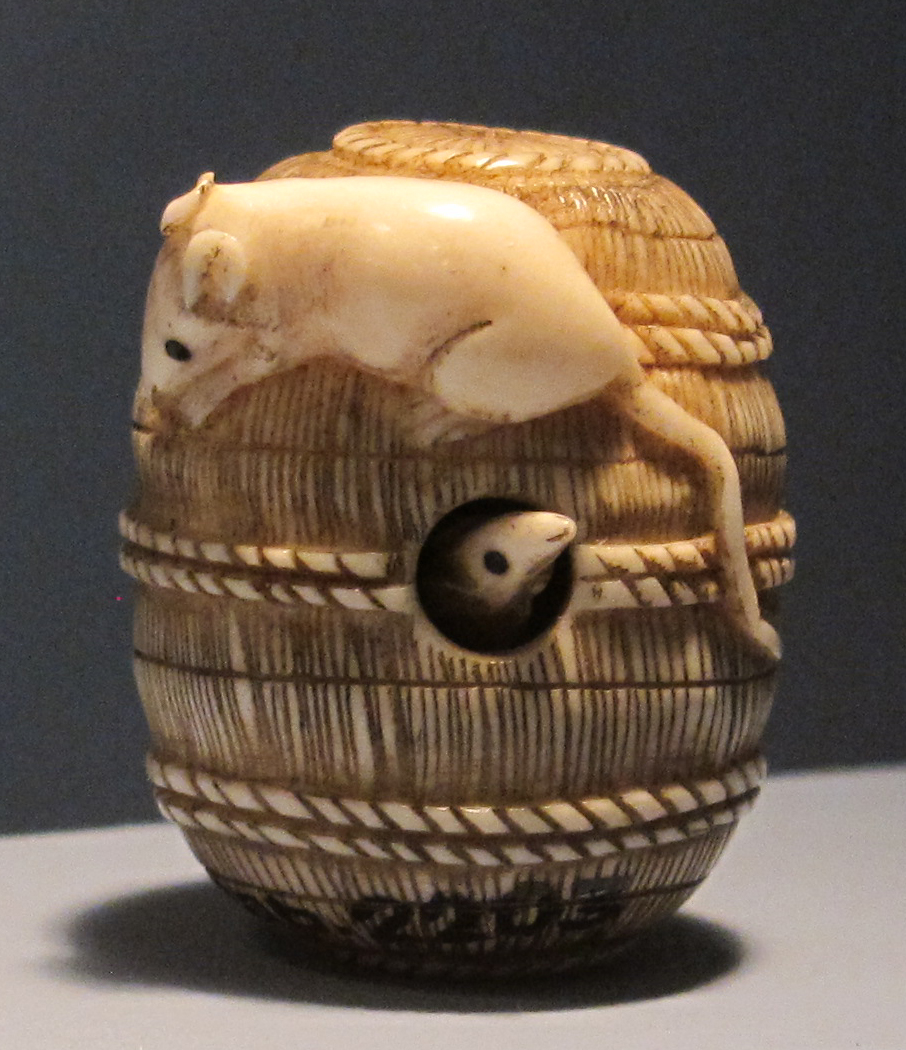
موش روی بشکه
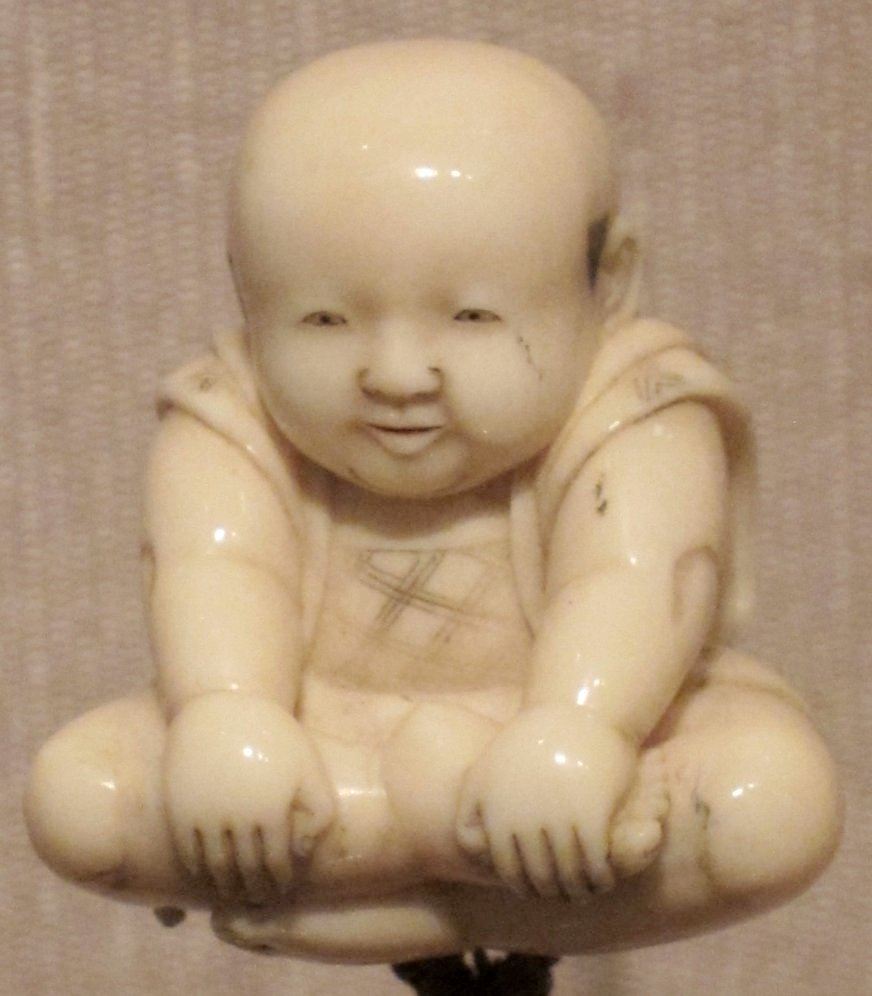
نِتسوکه عاجی، پسر نشسته
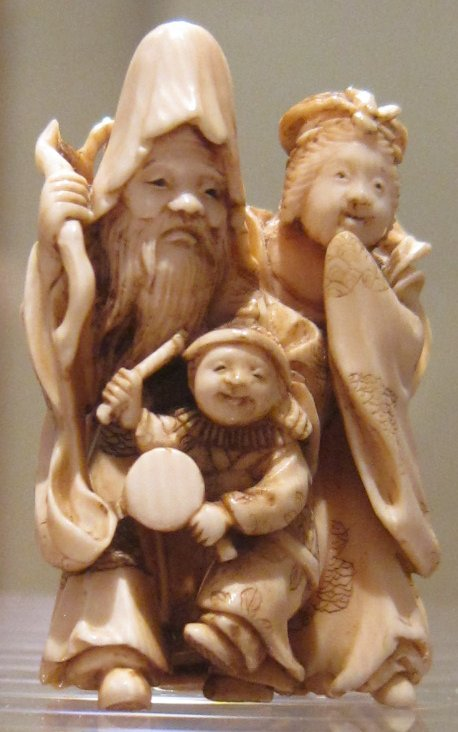
فوکوروکوجو، الهه بنتن و پسر

## هنرمندان

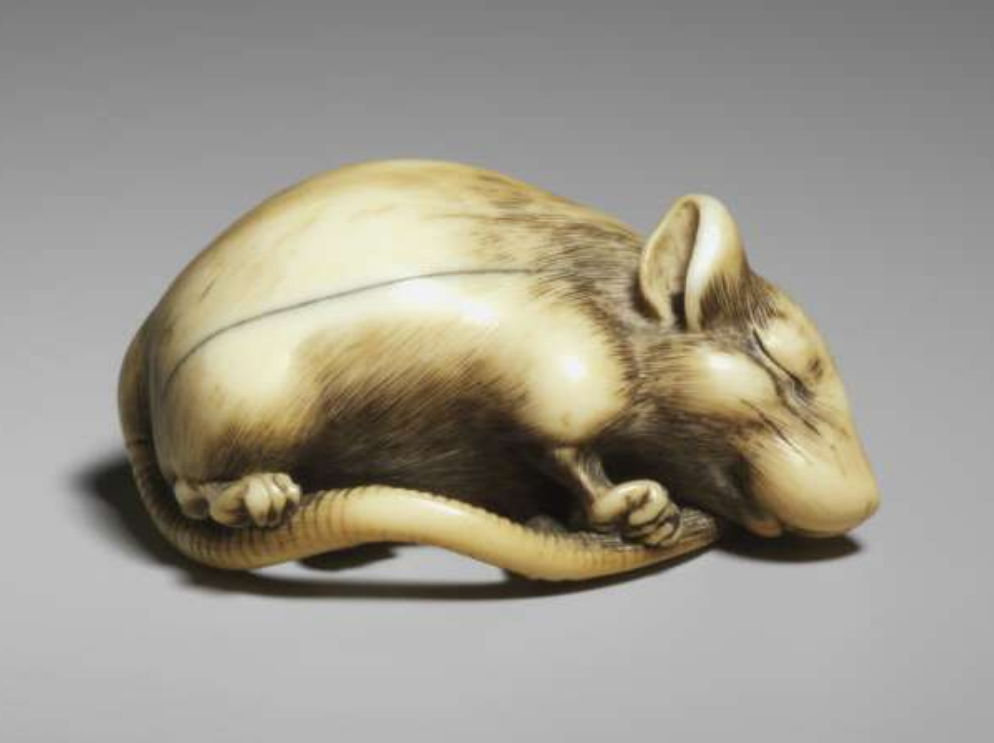
نتسوکه حکاکی شده از یک موش در خواب، ساخته شده از عاج، توسط ماسانو از کیوتو

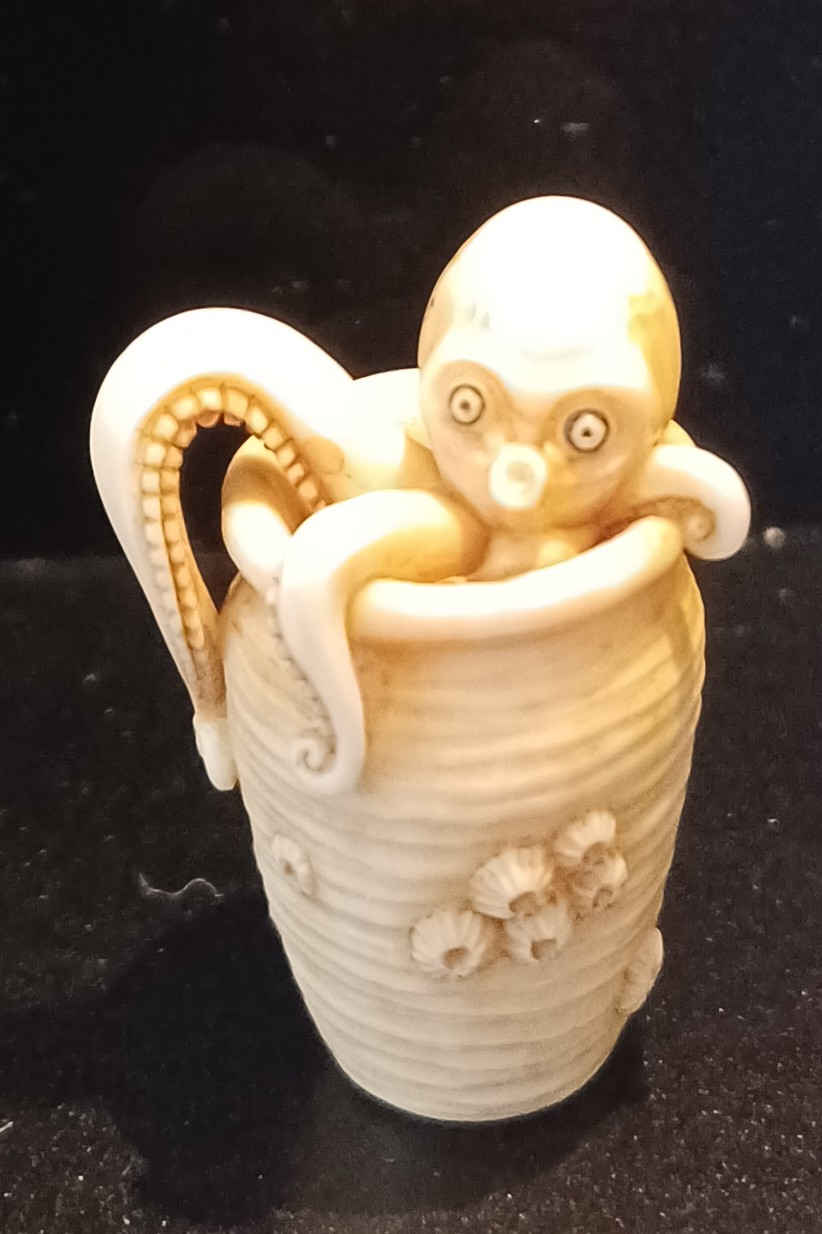
ماهی مرکب، گلدان و بارناکل. نتسوکه قرن نوزدهم. موزه آثار باستانی خاور دور، استکهلم.

سوکن کیشو (Sōken Kishō) اولین مولف از هنرمندان نتسوکه است که بیش از ۵۰ استاد نتسوکه را فهرست می‌کند. این کتاب در اوزاکا در سال ۱۷۸۱ توسط اینبا سوریو (Inaba Tsūryū) منتشر شد. حتی برخی از آثار هنری در آن به تصویر کشیده شده است. یکی از مشهورترین هنرمندان در دوره ادو، بنیانگذار مکتب ناگویا، تامتاکا (Tametaka) بود که در Sōken Kishō ذکر شده است. او در ناگویا توسط ایکان (Ikkan) دنبال شد. آثار او را می‌توان در بسیاری از مجموعه‌ها یافت و در حراج‌ها به قیمت‌های بالایی دست یافت.
استادان ذکر شده در سوکن کیشو عبارتند از:
- Hōgen Shūzan (法眼周山؟)
- Unju Tōshumemaru (雲樹洞院幣丸؟)
- Ogasawara Isai (小笠原一斎؟)
- Miwa (三輪؟)
- Waryū (和流؟)
- Myōgaya Seishichi (荷屋清七؟)
- Kurobē (九郎兵衛؟)
- Negoro Sōkyū (根来宗休؟)
- Tatsuki Kanzō (龍木勘蔵؟)
- Mata Uemon (又有衛門؟)
- Unpo Kajun (雲浦可順؟)
- Minkō (岷江/花押؟)
- Haruchika (春周؟)
- Tomotada (友忠؟)
- Kanjūrō (勘十郎؟)
- Tawaraya Denbē (田原屋傳兵衛؟)
- Garaku (我楽؟)
- Tametaka (為隆؟)
- Kawai Yoritake (河井頼武؟)
- Sōtaka Heishirō (草荏平四郎؟)
- Hōgen Shūgetsu (法眼舟月؟)
- Hōshin (奉真؟)
- Satake Sōshichi (佐武宗七؟)
- Ryūsa (柳左؟)
- Kōyōken Yoshinaga (廣葉軒吉長؟)
- Jūzō (十蔵؟)
- Shibata Ichibē (柴田市郎兵衛؟)
- Masanao (正直؟)
- Okatomo (岡友؟)
- Inzai (印齋؟)
- Zeraku (是楽؟)
- Sanko (三小؟)
- Yoshibē (吉兵衛؟)
- Tsuji (辻؟)
- Mata Tomofusa (畑友房؟)
- Jirobē (次郎兵衛؟)
- Kame Hiyago (亀肥谷後؟)
- Washōin (和性院؟)
- Seibē (清兵衛؟)
- Gechū (牙虫؟)
- Ōmiya Kahē (近江屋嘉兵衛؟)
- Tamaharu (玉治؟)
- Daikoku(ya) Tōemon (大黒屋藤右衛門؟)[نیازمند شفاف‌سازی]
- Tomotane (友胤؟)
- Kashū (霞鷲؟)
- Nagaota Ichirō (長尾太市郎؟)
- Takeuchi Yasuei (竹内彌須平؟)
- Yoshimoto (宜元؟)
- Mitsuharu (光春؟)
- Demeuman (出目右満؟)
- Toshimaya Ihē (豊島屋伊兵衛؟)
- Karamono Kuhē (唐物久兵衛؟)
- Ichiraku (一楽؟)

سیدودو تومیهارو (۱۸۱۰-۱۷۳۳) بنیانگذار مکتب کنده‌کاری ایوامی بود.

## نمایشگاه
موزه هنر متروپولیتن، موزه هنر شهرستان لس‌آنجلس، موزه بریتانیا، و موزه ویکتوریا و آلبرت دارای نتسوکه‌های زیادی هستند.
در کیوتو، ژاپن، «نمایشگاه هنری کیوتو سیشو نِتسوکه» وجود دارد که تنها نمایشگاه هنری تخصصی نِتسوکه در ژاپن است. این نمایشگاه یک اقامتگاه سنتی سامورایی ژاپن است که در اواخر دوره ادو ساخته شده‌است. این مجموعه بیش از ۵۰۰۰ نِتسوکه دارد و ۴۰۰ عدد از آنها هر ۳ ماه یک بار نمایش داده می‌شوند. این مجموعه بر روی کارهای مدرن متمرکز است، اما آثاری از دوره ادو نیز وجود دارد.
در نمایشگاه ملی توکیو، یک اتاق نِتسوکه کوچک وجود دارد که در آن برخی از آثار معاصر جمع‌آوری شده توسط شاهدخت تاکامادو به نمایش گذاشته شده‌است.
موزه ملی توکیو دارای ۲۷۴ مورد با کیفیت بالا است که توسط گو سینوسوکه ( Go Seinosuke ،۱۸۶۵-۱۹۴۲) جمع‌آوری شده که توسط صنعتگران مشهور نتسوکه از دوره ادو تا دوره میجی ساخته شده است. آنها توسط گو اهدا شدند که نگران بود نتسوکه‌های زیادی از ژاپن صادر شده و به‌ندرت در ژاپن دیده شوند.

## در فرهنگ عامه
- نِتسوکه یک موضوع اصلی در رمان خرگوش با چشم‌های کهربایی (The Hare with Amber Eyes) است، یک خاطره از ادموند د وال (Edmund de Waal)، هنرمند سرامیک انگلیسی. این کتاب تاریخچه مجموعه‌ای از ۲۶۴ نِتسوکه را نشان می‌دهد. برخی از آنها توسط صنعتگران مشهوری در اواخر قرن نوزدهم به فرانسه برده شدند و توسط یک مجموعه‌دار ثروتمند هنری که عضوی از خانواده یهودی اِفروسی (Ephrussi family) بود خریداری شدند. نِتسوکه‌ها به خانواده‌ای در وین به ارث رسید، جایی که نازی‌ها دارایی‌های دیگر خانواده را مصادره کردند، یک خدمتکار خانواده نِتسوکه‌ها را در حین هولوکاست مخفی نگه داشت. در سال ۱۹۴۷، نِتسوکه‌ها توسط وارثی که برای زندگی در توکیو رفته بود به ژاپن برده شد.
- در اپیزود ۲۰۱۹ از باب برگرها با عنوان «هلن هانت» دارای یک نِتسوکه در نقش یک مک‌گافین است. خانواده بلچر در تلاشند تا تدی را در کنار وارث ثروتمند هلن که در یک ساختمان آپارتمانی قدیمی پنهان شده‌است جستجو کنند.